# Мамедова, Гюльнар Марфат кызы
Гюльнар Марфат кызы Мамедова (азерб. Gülnar Mərfət qızı Məmmədova; род. 11 мая 1991, Али-Байрамлы) — азербайджанская шахматистка, международный мастер (2017). Входит в состав женской сборной Азербайджана. Серебряный призёр командного чемпионата Европы 2023.

## Карьера
С 2008 года имела звание мастера ФИДЕ среди женщин. В 2011 году выполнила норму женского международного мастера. Начиная с 2012 года являлась «женским гроссмейстером».
С января 2017 года — международный мастер. В 2017 году в составе азербайджанской команды «Odlar Yurdu» стала серебряным призёром клубного Еврокубка.
Лучшая шахматистка на третьей доске на Всемирной шахматной Олимпиаде 2016.
Чемпионка Азербайджана по блицу 2022 года.
Серебряный призёр командного чемпионата Европы 2023.
В июле 2024 года на «Baku Open 2024» заняла четвёртое место в женском зачёте.

## Изменения рейтинга
| Графики недоступны из-за технических проблем. См. информацию на Фабрикаторе и на mediawiki.org. |